# Стронг, Мартин
Мартин Си Стронг (англ. Martin C. Strong; 1960, Масселборо) — шотландский музыковед, писатель и публицист. Известен как автор нескольких книг о поп-музыке, включая The Great Rock Discography. Коллеги-журналисты наградили его шуточными титулами — «составитель знаменитых гигантских дискографии» и «человек, который знает о рок-музыке больше, чем любой нормальный житель планеты Земля».

## Карьера
Стронг начал углубленно изучать музыку с начала 1980-х, на протяжении 25 лет уделяя около 70 часов в неделю своему ремеслу.
Наиболее известная его работа — The Great Rock Discography, включающая семь переизданий; предисловие к ним было написано британским диджеем Джоном Пилом. Книга получила широкое признание в около музыкальной среде, известный американский критик Роберт Кристгау отзывался о ней как об одной из трёх лучших энциклопедий рок-музыки, «безумных объёмов». Питатель Иэн Рэнкин назвал её одной из «5 книг, которые должен прочитать каждый мужчина», заявив — «это великая книга», которая «скрасит ваше времяпровождение на любом необитаемом острове». В 2006-м году была выпущена сокращенная версия книги под названием The Essential Rock Discography.
Также, Стронг является автором книг: The Great Metal Discography (2 издания), The Great Psychedelic, The Great Alternative & Indie (2 издания) и Lights, Camera, Soundtracks (в соавторстве с Брендоном Гриффином). В 2002 году издательство Mercat Press выпустило книгу Стронга посвященную шотландской музыке — The Great Scots Musicography. Последними, на данный момент, его книгами были два тома The Great Folk Discography, выпущенные в 2010 и 2011 годах соответственно; третья часть серии дискография фолка отложена на неопределенный срок. Помимо этого, Стронг является автором и экспертом онлайн-ресурса The Great Rock Bible.
Кроме того Стронг в разные годы публиковался в изданиях: The List, Record Collector, Songlines, HMV Choice, Rough Guides. Также, он служил экспертом в книге Джимми Клиффа Anthology.

## Личная жизнь
Проживает в Фолкерке, имеет трёх дочерей.